# Lac Émeraude (Colombie-Britannique)
Le lac Émeraude (en anglais : Emerald Lake) est un lac du parc national de Yoho, en Colombie-Britannique, au Canada.

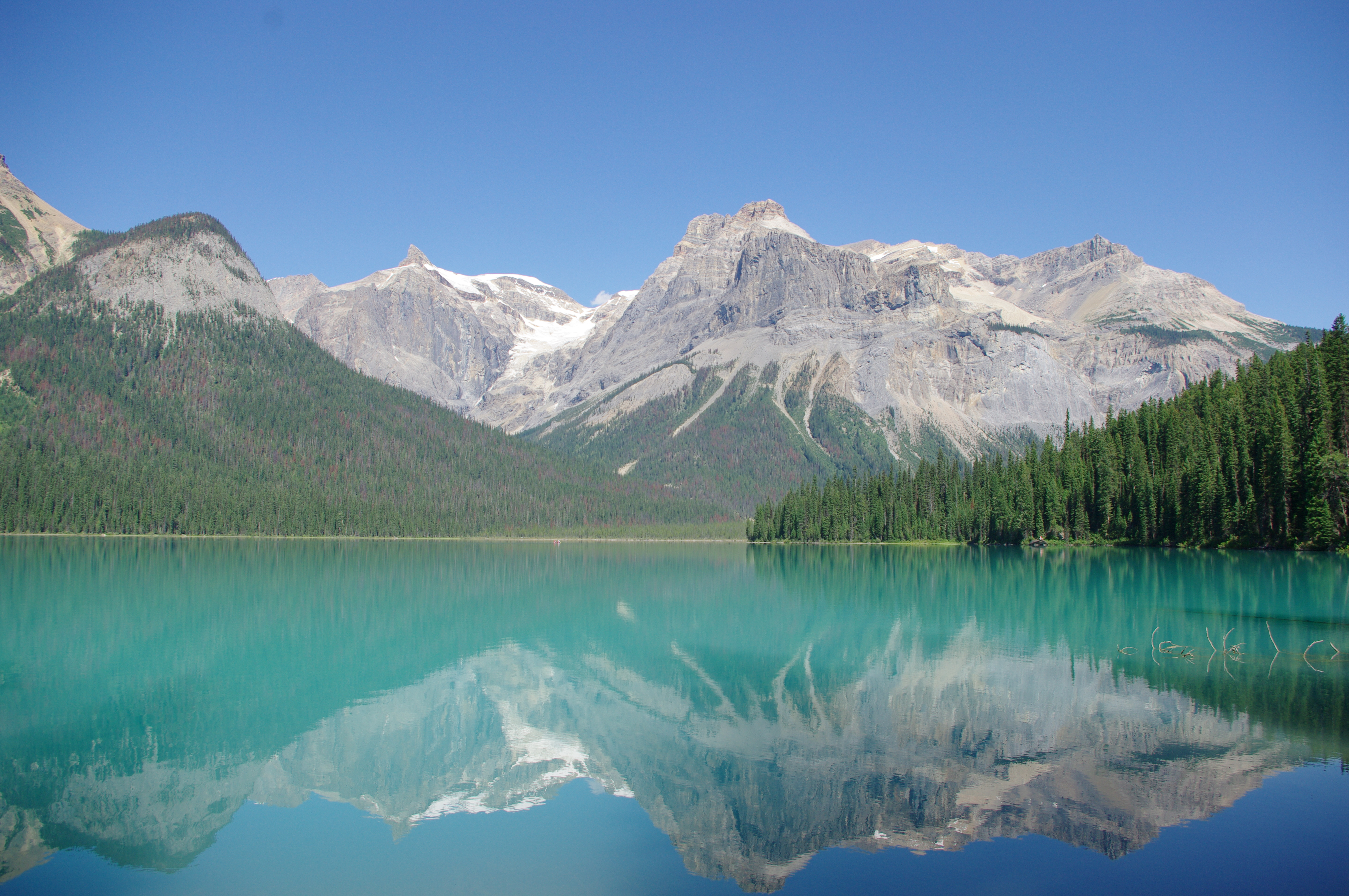
Lac Émeraude.